# Forte de Belmonte
O Forte de Belmonte, também denominado como Castelo de Belmonte, Fortim de Belmonte ou Atalaia de Belmonte, localiza-se na freguesia de Samora Correia, Município de Benavente, Distrito de Santarém, em Portugal.

## História
Integrava, no século XII, juntamente com os castelos de Almada, Sesimbra, Coina-a-Velha, Canha e Cabrela, o núcleo do termo de Palmela representando o seu ponto estratégico mais avançado a Noroeste e definindo os limites de duas Ordens Militares - a Ordem de Santiago e a Ordem de Évora), através do rio Almansor.
Construído antes de 1207, segundo a documentação conhecida, o Forte de Belmonte constitui um elemento essencial na consolidação e posse das terras marginais do Baixo Tejo, reconquistadas pelos cristãos.
Enquanto comenda da Ordem Militar de Santiago, vinculada a Palmela, Belmonte adquiriu alguma projecção sob o ponto de vista militar, eclesiástico e administrativo. Terra bastante pantanosa e embora o rio fosse navegável houve uma deslocação para a foz do Almançôr junto do Tejo surgindo um núcleo urbano denominado Çamora e que a par da formação definitivas das fronteiras portuguesas conduziu ao abandono quase sistemático deste local.
Aqui foi erigido o Baluarte de Belmonte, uma construção tosca, constituída por um fortim redondo, casas baixas para a sua guarnição, uma casa apalaçada para o comendador, uma igreja e um túnel para o rio. Actualmente, em ruínas, foi a sede da primeira paróquia, tendo como padroeiro São João Baptista.
A fortificação medieval de Belmonte exibe características de construção invulgares, que demonstram a utilização exclusiva da matéria prima disponível na região, os seixos rolados.
Foram-lhe promovidas prospecções arqueológicas nos anos de 1995 a 1997.

## Características
A estrutura é composta por enormes calhaus rolados toscamente argamassados que definem uma sólida torre.